# Fernando de Menezes
Pour les articles homonymes, voir Meneses.
Fernando de Menezes, 2e comte d'Ericeira, né à Lisbonne le 27 novembre 1614 et mort dans la même ville le 22 juin 1699, est un homme politique, architecte, géomètre, géographe et écrivain portugais, frère de Luís de Meneses.

## Biographie
Gouverneur de Tanger, gentilhomme à la chambre portugaise, conseiller d’État, on lui doit des poésies en latin, en italien, en espagnol et en portugais ainsi qu'une Histoire de Tanger (publiée à Lisbonne en 1732), une Histoire de Portugal de 1640 à 1657 (2 vol., en latin, Lisbonne, 1734) et une Vie de Jean Ier (1677). 